# Naucelles
Naucelles (okzitanisch: Naucèlas) ist eine französische Gemeinde in der Region Auvergne-Rhône-Alpes und mit 2.164 Einwohnern (Stand: 1. Januar 2022). Sie gehört zum Département Cantal, zum Arrondissement Aurillac und zum Kanton Naucelles.

## Lage
Naucelles liegt im Zentralmassiv. Der Authre fließt an der westlichen Grenze entlang. Umgeben wird Naucelles von den Nachbargemeinden Reilhac im Nordwesten und Norden, Saint-Simon im Osten, Aurillac im Südosten und Süden, Ytrac im Südwesten sowie Crandelles im Westen.

## Bevölkerungsentwicklung
| Jahr                       | 1962 | 1968 | 1975 | 1982 | 1990 | 1999 | 2006 | 2012 | 2019 |
| -------------------------- | ---- | ---- | ---- | ---- | ---- | ---- | ---- | ---- | ---- |
| Einwohner                  | 431  | 658  | 910  | 1211 | 1651 | 1782 | 1909 | 1922 | 2113 |
| Quellen: Cassini und INSEE |      |      |      |      |      |      |      |      |      |

## Sehenswürdigkeiten
- Kirche Saint-Christophe
- Turm von Naucelles aus dem 11. Jahrhundert, heutiges Rathaus
- Schloss Cologne
- Schloss Monthely
- Schloss Le Claux aus dem 15. Jahrhundert

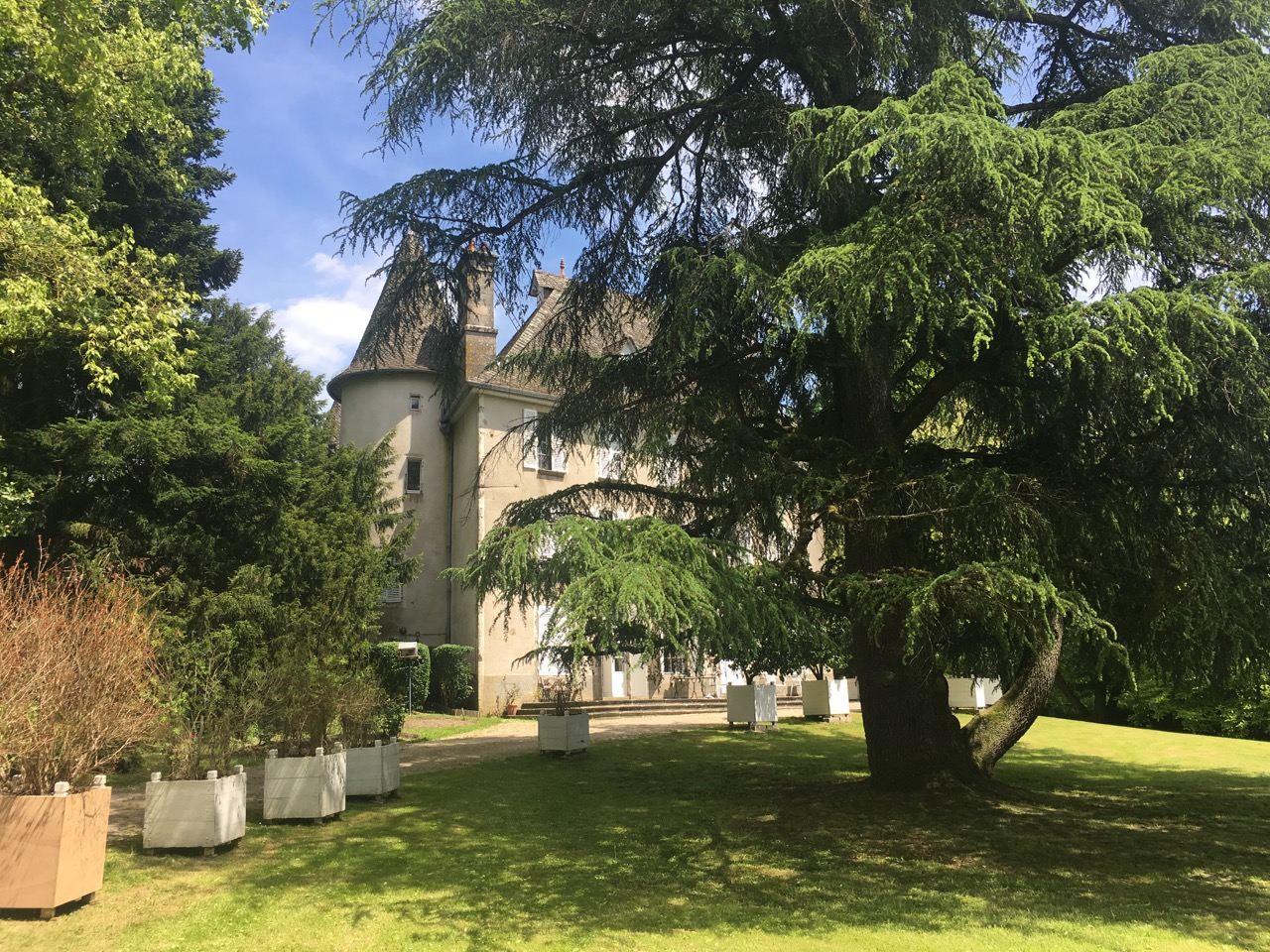
Schloss Le Claux

## Gemeindepartnerschaft
Mit der französischen Gemeinde Ars-en-Ré im Département Charente-Maritime.